# Coces al aire: 1997-2007
Coces al aire es un recopilatorio del grupo rock español Marea, lanzado al mercado en el año 2007 con el que celebraron sus diez años de carrera musical. Alcanzó el puesto 35 en las listas de ventas españolas.

## Contenido del DVD Artsaia music club (DVD 1)
Incluye los 10 Videoclips que el grupo ha publicado hasta la fecha y siete canciones de su último Concierto de la gira 2002 "Días de perros" grabado en Aizoáin (Navarra) el 28 de diciembre de 2002 incluido también en la edición especial del disco 28.000 puñaladas
| N.º | Nombre                      | Duración |
| --- | --------------------------- | -------- |
| 01  | Marea                       |          |
| 02  | Trasegando                  |          |
| 03  | Corazón de Mimbre           |          |
| 04  | El perro verde              |          |
| 05  | Romance de José Etxailarena |          |
| 06  | El Rastro                   |          |
| 07  | La luna me sabe a poco      |          |
| 08  | En tu agujero               |          |
| 09  | Manuela canta saetas        |          |
| 10  | La Rueca                    |          |
| 11  | A Caballo                   |          |
| 12  | Con la camisa rota          |          |
| 13  | Como los trileros           |          |
| 14  | Que se joda el viento       |          |
| 15  | Aceitunero                  |          |
| 16  | El trapecio                 |          |
| 17  | Petenera (En carne viva)    |          |
| 18  | Los mismos clavos           |          |

## Contenido del DVD Palau Olímpic Vall d' Hebron (DVD 2)
Concierto Palau Olímpic Call d' Hebron (Barcelona) 12 de marzo de 2005
| DVD Palau Olímpic Vall d' Hebron (DVD 2) | DVD Palau Olímpic Vall d' Hebron (DVD 2) | DVD Palau Olímpic Vall d' Hebron (DVD 2) |
| N.º                                      | Nombre                                   | Duración                                 |
| ---------------------------------------- | ---------------------------------------- | ---------------------------------------- |
| 01                                       | La rueca                                 |                                          |
| 02                                       | Virgen del fracaso                       |                                          |
| 03                                       | Duerme conmigo                           |                                          |
| 04                                       | Manuela canta saetas                     |                                          |
| 05                                       | La luna me sabe a poco                   |                                          |
| 06                                       | Ya lo dijo el Camarón                    |                                          |
| 07                                       | Dos alpargatas                           |                                          |
| 08                                       | El hijo de la Inés                       |                                          |
| 09                                       | Lija y terciopelo                        |                                          |
| 10                                       | Alfileres                                |                                          |
| 11                                       | Despellejo                               |                                          |
| 12                                       | Corazón de mimbre                        |                                          |
| 13                                       | Que se joda el viento                    |                                          |
| 14                                       | A caballo                                |                                          |
| 15                                       | Con la camisa rota                       |                                          |
| 16                                       | Trasegando                               |                                          |
| 17                                       | El rastro                                |                                          |
| 18                                       | Ciudad de los gitanos                    |                                          |
| 19                                       | En tu agujero                            |                                          |
| 20                                       | Como el viento de poniente               |                                          |
| 21                                       | Romance de José Etxailarena              |                                          |
| 22                                       | Como los trileros                        |                                          |
| 23                                       | El perro verde                           |                                          |
| 24                                       | Marea                                    |                                          |
| TOTAL                                    |                                          |                                          |

## Contenido del CD Coces al aire (CD 1)
Recopilatorio de sus dieciocho canciones más aclamadas hasta la fecha. (Duración: 77:18)
Las canciones están ordenadas cronológicamente y en el mismo orden en que fueron publicadas en sus discos, siendo rescatadas de la 01 a la 02 de su primer disco, La patera; de la 03 a la 04 de su segundo disco, Revolcón; de la 05 a la 09 de su tercer disco, Besos de perro; de la 10 a la 14 de su disco 28.000 puñaladas y de la 15 a la 18 de su último disco publicado antes de la fecha de publicación del recopilatorio, Las aceras están llenas de piojos.
| Coces al aire (CD 1) | Coces al aire (CD 1)        | Coces al aire (CD 1) |
| N.º                  | Nombre                      | Duración             |
| -------------------- | --------------------------- | -------------------- |
| 01                   | Marea                       | 04:24                |
| 02                   | Trasegando                  | 02:46                |
| 03                   | Corazón de mimbre           | 05:36                |
| 04                   | El perro verde              | 04:04                |
| 05                   | Romance de José Etxailarena | 04:13                |
| 06                   | El rastro                   | 04:10                |
| 07                   | La luna me sabe a poco      | 04:24                |
| 08                   | En tu agujero               | 05:02                |
| 09                   | Manuela canta saetas        | 03:53                |
| 10                   | La rueca                    | 03:53                |
| 11                   | A caballo                   | 05:31                |
| 12                   | Con la camisa rota          | 04:45                |
| 13                   | Como los trileros           | 04:30                |
| 14                   | Que se joda el viento       | 05:07                |
| 15                   | Aceitunero                  | 04:11                |
| 16                   | El trapecio                 | 04:01                |
| 17                   | Petenera (en carne viva)    | 04:08                |
| 18                   | Los mismos clavos           | 02:34                |
| TOTAL                | TOTAL                       | 01:17:18             |

## Contenido del CD Jauría de perros verdes (CD 2)
Quince canciones que recogen rarezas y grabaciones inéditas hasta la fecha. (Duración: 60:20)
En 2008 se lanzó al mercado este álbum por separado.
| Jauría de perros verdes (CD 2) | Jauría de perros verdes (CD 2)                                                                     | Jauría de perros verdes (CD 2) |
| N.º                            | Nombre                                                                                             | Duración                       |
| ------------------------------ | -------------------------------------------------------------------------------------------------- | ------------------------------ |
| 01                             | Paloma que pierde el vuelo (de Los Chunguitos)                                                     | 03:43                          |
| 02                             | En un mercedes blanco (de Kiko Veneno)                                                             | 05:01                          |
| 03                             | Cada noche (de Barricada)                                                                          | 04:45                          |
| 04                             | La sangre, los polvos, los muertos (de Eskorbuto) (con Enrique Villareal "El Drogas" de Barricada) | 03:11                          |
| 05                             | Eutsi goiari (música popular, letra de Oskar Estanga)                                              | 03:02                          |
| 06                             | Chica de la ciudad (de Barón Rojo)                                                                 | 03:13                          |
| 07                             | La vela se apaga (de Parabellum)                                                                   | 04:34                          |
| 08                             | Crazy like a fox (de Motörhead)                                                                    | 04:16                          |
| 09                             | Señora (de Joan Manuel Serrat)                                                                     | 03:11                          |
| 10                             | El Luis (de Mala Fama) (con Edu Beaumont "Piñas" de Marea)                                         | 03:23                          |
| 11                             | Carta a los corintios según Sor Kampana (música Marea, letra Sor Kampana)                          | 03:48                          |
| 12                             | Marea (versión acústica)                                                                           | 04:21                          |
| 13                             | Un cuarto sin ventanas (Encuentro de cantautores 1998)                                             | 04:55                          |
| 14                             | Desencuentro (Encuentro de cantautores 1998)                                                       | 04:49                          |
| 15                             | Malos despertares (Encuentro de cantautores 1998)                                                  | 04:00                          |
| TOTAL                          | TOTAL                                                                                              | 01:00:20                       |

## Contenido del libro Retraturas (Libro de fotos)
Cien fotografías con imágenes del grupo desde sus comienzos hasta la actualidad.

## Contenido del libro La alegría en puñados de a diez (Biografía)
Libro de trescientas cincuenta páginas con conversaciones entre el periodista J. Óscar Beorlegui y los Marea, así como impresiones de decenas de personas vinculadas a la banda.